# Arquipélago
 (décembre 2024).
Si vous disposez d'ouvrages ou d'articles de référence ou si vous connaissez des sites web de qualité traitant du thème abordé ici, merci de compléter l'article en donnant les références utiles à sa vérifiabilité et en les liant à la section « Notes et références ».
Arquipélago est un quartier de la ville de Porto Alegre, capitale de l'État du Rio Grande do Sul.

## Données générales
- Population (2000) : 5 061 habitants
  - Hommes : 2 557
  - Femmes : 2 504
- Superficie : 4 718 ha
- Densité : 1,07 hab/ha

## Limites actuelles et présentation
Il est formé par l'Île da Pintada et les treize autres îles du Delta du Jacuí qui font partie de la zone urbaine et suburbaine de la municipalité de Porto Alegre.
C'est un des quartiers les plus particuliers de la commune. En plus des conditions naturelles de sa situation avec son immense zone verte et sa biodiversité, les raisons de sa spécificité sont aussi liées au mode de vie de proximité intime de l'eau de ses habitants qui se sont adaptés aux conditions naturelles de la zone. Ils ont transformé l'environnement pour y construire des lieux de vie et une culture propre à eux.
Les îles les plus peuplées sont : l'Île da Pintada, l'Île Grande dos Marinheiros, l'Ilha das Flores (Île des Fleurs) et l'Île do Pavão. Dans cette dernière, se trouve un des sièges du Grêmio Náutico União, un club sportif traditionnel de Porto Alegre. Des seize îles qui composent la zone, l'Île das Garças appartient à la municipalité de Canoas, et l'Île das Figueiras, à celle d'Eldorado do Sul.

## Histoire
La première occupation des îles d'Arquipélago, selon des indices archéologiques, date du XVIe siècle et ses premiers habitants étaient des Indiens guaranis. Avec l'occupation du Rio Grande do Sul, les Indiens furent obligés de partir vers d'autres régions de l'État.
Selon les anciens habitants d'Arquipélago, au XVIIIe siècle, les îles Saco do Quilombo, Maria Conga - appelée aussi Île du Quilombo (actuel Ilha das Flores) - et Maria Majolla abritaient des ancêtres esclaves. La présence d'un quilombo dans les Îles est un sujet en cours d'étude, mais des documents officiels du XIXe siècle prouvent la présence d'une population noire dans la zone en 1810 et donne des précisons sur une installation antérieure à cette date.

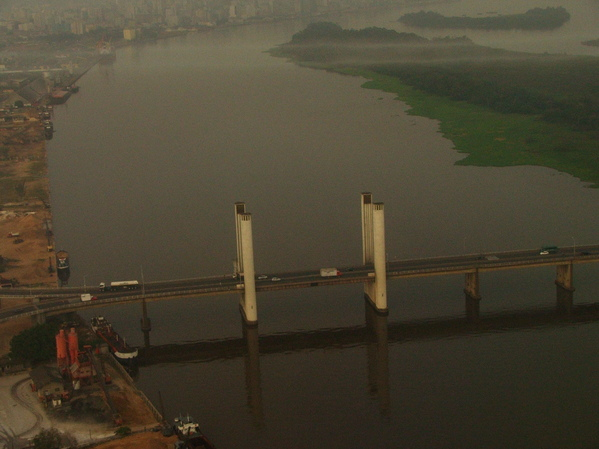
Le pont du Guaíba, qui mène aux îles.

Au début du XIXe siècle, les Îles nourrissaient le centre de la ville avec ses produita, principalement légumes et poissons. Mais, à partir de la fin de ce même siècle, la pêche est devenue la principale activité économique des insulaires. Il en fut ainsi jusqu'au milieu des années 1970 : la pêche était artisanale et abondante et la barque était le moyen de transport par excellence. Le processus de développement urbain de la ville modifia le mode de vie des habitants, comme la construction du pont du Guaíba qui, lentement, diminua l'usage du transport fluvial. À cause de la proximité et de la facilité d'accès au Centre de la cité, une augmentation significative de la population a eu lieu

## Aujourd'hui
Le quartier a été officiellement créé par la loi 2022 du 7 décembre 1959. 
Malgré toutes les difficultés affrontées sur les Îles, en particulier les fréquentes crues ou inondations, les habitants trouvent des alternatives d'activités économiques telles que la récupération des déchets urbains sur l'Île Grande dos Marinheiros, qui développe un important travail de recyclage et génère une source de revenus.
Depuis 1976, par décret officiel, l'Arquipélago fait partie du Parc d'État du Jacuí et, en 1979, le gouvernement de l'État institua un plan destiné à discipliner l'occupation et éviter la dégradation écologique ; l'administration du quartier est à la charge de la Fondation Zoobotanique.